# Sepsina bayoni
Espèce
Synonymes
- Dumerilia bayoni Bocage, 1866
- Scincodipus congicus Peters, 1875

Sepsina bayoni est une espèce de sauriens de la famille des Scincidae.

## Répartition
Cette espèce se rencontre en Angola et dans l'ouest de la République démocratique du Congo.

## Étymologie
Cette espèce est nommée en l'honneur de Francisco Antonio Pinheiro Bayão.

## Publication originale
- Bocage, 1866 : Reptiles nouveaux ou peu connus recueillis dans les possessions portugaises de l'Afrique occidentale, qui se trouvent au Muséum de Lisbonne, Jornal de sciencias mathematicas, physicas e naturaes, vol. 1, p. 57-78 (texte intégral).